# Sony Alpha DSLR-A580
Sony Alpha DSLR-A580 — цифровой  зеркальный фотоаппарат Alpha (α) компании Sony. Ориентирован на продвинутых фотолюбителей. Фактически, эта модель внешне полностью повторяет DSLR-A550 c увеличенным разрешением матрицы и возможностью снимать HD видео. Поступила в продажу в октябре 2010.

## Отличия А580 отА550
- Разрешение матрицы: 16 Мп против 14 Мп;
- Снижен уровень шумов на высоком ISO;
- Пластик, из которого сделан корпус, стал лучше;
- Добавлена чувствительность ISO 100;
- Добавлена функция мультиэкспозиции на высоких ISO, что позволяет получать приличные снимки на ISO до 26500;
- Добавлена запись FullHD видео (максимальное разрешение — 1920×1080 (чрезстрочное), максимальная частота кадров видеоролика 25 кадров/с, Формат — MTS (при 1920×1080) или MPEG4 (при 1440×1080 и 640×480), видеокодек — MPEG4 H.264;
- Улучшена система автофокуса, 15 датчиков, три из которых — крестообразные;
- Добавлена функция Sweep Panorama, позволяющая делать несколько снимков и делать из них панораму (функция камеры);
- Добавлены функции предпросмотра ГРИП и предподнятия зеркала;
- В камере появился электронный уровень, доступный при съемке по экрану;
- Работает от аккумулятора чуть больше за счёт слегка пониженного энергопотребления[источник не указан 5304 дня];